# Bullewijk
Bullewijk ist ein Ortsteil in Amsterdam-Zuidoost in der Provinz Nordholland und hatte zusammen mit Amstel III 3.870 Einwohner im Jahr 2024.

## Geschichte
Bullewijk entstand durch die Trockenlegung der Polder Holendrechter- und Bullewijkerpolder im Osten von Ouderkerk aan de Amstel. 1875 wurde von der Gemeinde Zustimmung gegeben für eine Moorkolonisierung (niederländisch Veenderij) und bekam den Namen De nieuwe Bullewijk. 1908 wurde das Moorgebiet ebenfalls entwässert.
Der Stadtteil bekam seinen Namen 1978 nach dem gleichnamigen Fluss „Bullewijk“ und wird begrenzt durch die Bahnstrecke Amsterdam–Arnhem, an der Westseite durch den Utrechtseweg, im Norden durch den Burgemeester Stramanweg und im Süden durch den Tafelbergweg. Bullewijk liegt im Gewerbegebiet „Amstel III“. „Amstel I“ ist der offizielle Name für das Industriegebiet Overamstel, „Amstel II“ ist ein Teil von „Amstel I“, gehört jedoch zur Gemeinde Ouder-Amstel und „Amstel III“ als drittes Gewerbegebiet in Amsterdam Süd-Ost (niederländisch Zuid-Oost). Bullewijk ist derzeit (Stand 2013) ebenfalls noch ein Industriegebiet. Hier liegt unter anderem das Krankenhaus
Academisch Medisch Centrum (kurz AMC) mit einer Fläche von 230.000 m² und mit zusammen rund 9000 Beschäftigten und Patienten.

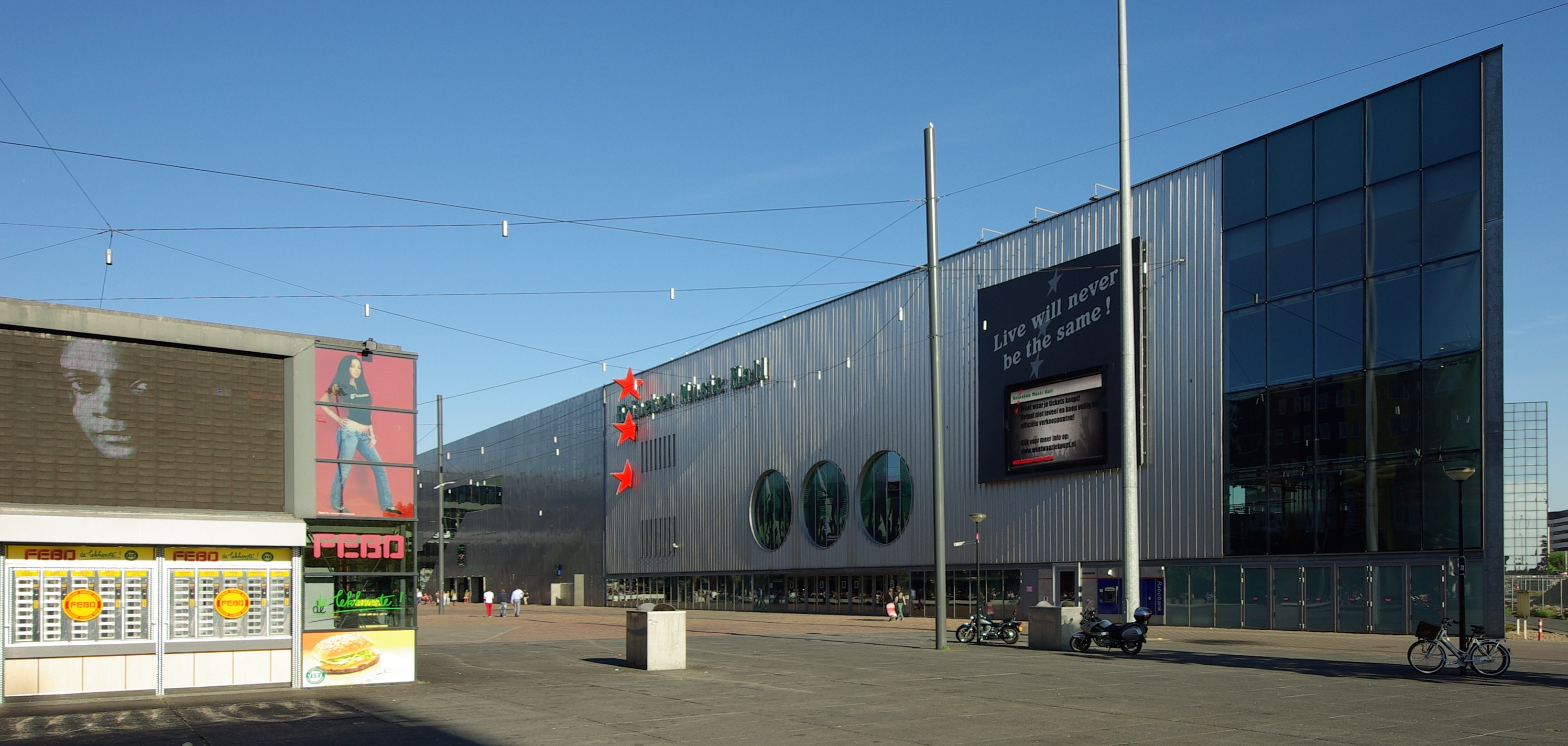
Heineken Music Hall

Die Hogeschool van Amsterdam (kurz HvA) und das Erholungsgebiet (niederländisch recreatiegebied) De Hoge Dijk befinden sich in Bullewijk. Durch die ständigen Weiterentwicklungen des Gebietes sollen auch Wohnmöglichkeiten realisiert werden. Außerdem befinden sich dort die Heineken Music Hall und die „Universitätsklinik“ der Universität von Amsterdam (kurz UvA), sowie die Metrostation Bullewijk.
In der Nähe des Viertels liegt das Fußballstadion Amsterdam Arena.